# Birgitta Wolf

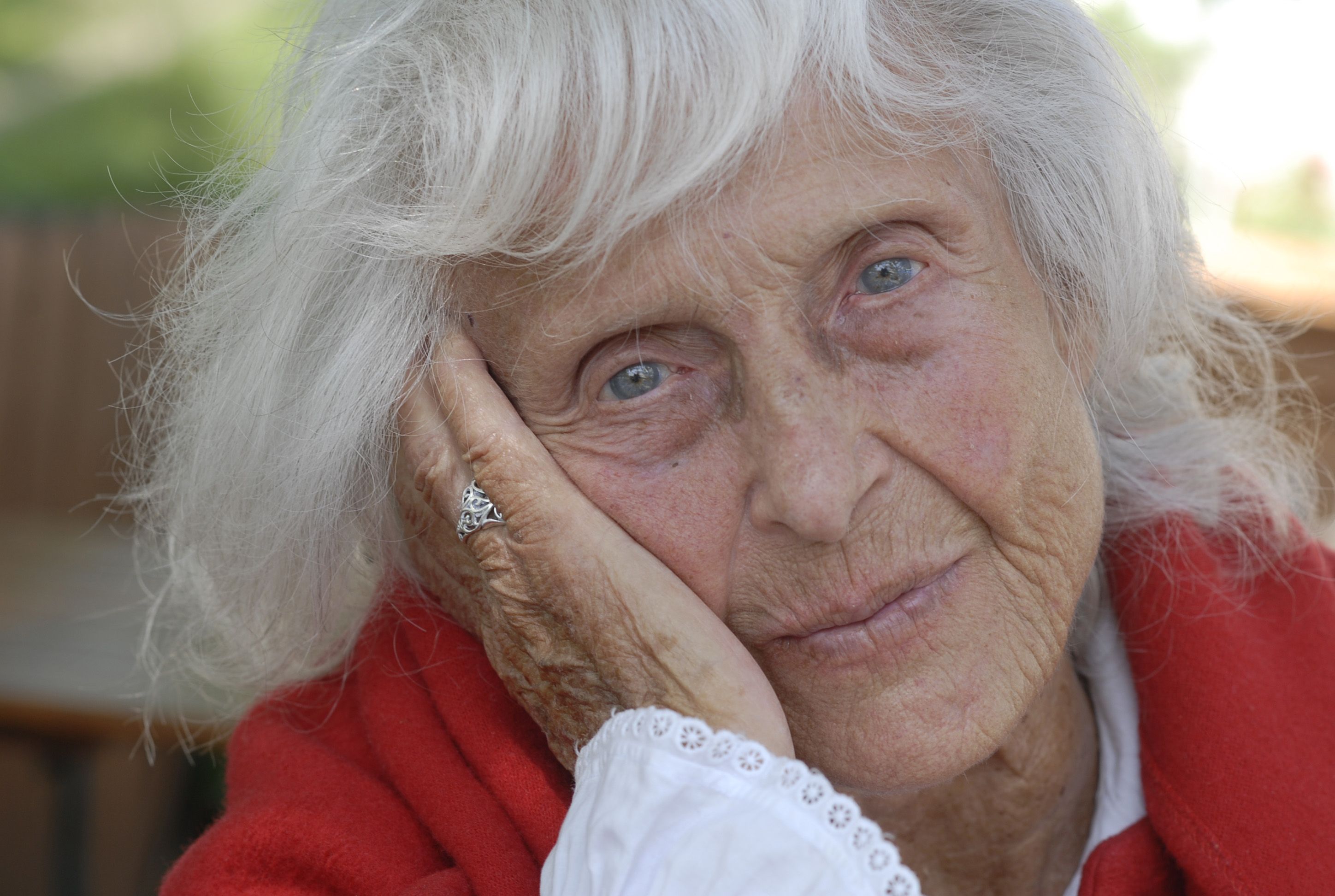
Birgitta Wolf (2007)

Birgitta Wolf von Rosen (* 4. Februar 1913 in Helgesta, Schweden; † 25. April 2009 in Murnau am Staffelsee) war eine in Deutschland lebende schwedische Publizistin, die vor allem durch ihre Betreuung von Strafgefangenen bekannt wurde.

## Vorgeschichte
Geboren als Gräfin Birgitta von Rosen auf dem schwedischen Schloss Rockelstad, heiratete sie 1933 und zog zu ihrem deutschen Ehemann. Als Nichte von Carin Göring, der ersten Frau Hermann Görings, hatte sie gute Kontakte zu diesem und anderen Größen des NS-Staates. Bald begann sie sich jedoch für Gefangene und KZ-Häftlinge einzusetzen.

## Gefangenenbetreuung
Seit 1945 wurde die Betreuung von Gefangenen zu ihrem Arbeitsschwerpunkt. Ihre Korrespondenz mit Gefangenen (ca. 60.000 Briefe) befindet sich heute im Archiv des Hamburger Instituts für Sozialforschung. Ihre Hilfe bestand in gutem Zuspruch und Ratschlägen, aber auch in Anstaltsbesuchen und persönlicher Intervention bei den Anstaltsleitern und Aufsichtsbehörden. In den Medien wurde sie zeitweise als „Engel der Gefangenen“ apostrophiert. Gemeinsam mit Erika Sprenger-Steinmüller gründete sie den Verein Nothilfe Birgitta Wolf e. V., der ihre Arbeit auch nach ihrem Tode fortführt.

## Öffentlicher Protest
Wolf vertrat auch publizistisch die Sache der Inhaftierten. Sie hielt Vorträge, schrieb Aufsätze und Bücher und machte in Radio- und Fernsehsendungen auf die von ihr wahrgenommenen Missstände aufmerksam. 1970 startete sie eine Kampagne gegen den verschärften Arrest (ohne Matratze, bei Wasser und Brot etc.), der damals noch zu den selbstverständlichen Disziplinierungsmitteln des deutschen Strafvollzuges gehörte. Diese Kampagne führte dazu, dass man im Strafvollzugsgesetz auf den verschärften Arrest verzichtete. Die anfängliche Isolationshaft gegenüber RAF-Mitgliedern beantwortete Birgitta Wolf im Herbst 1974 mit einem 27-tägigen Hungerstreik.

## Werke (Auswahl)
- Die vierte Kaste. Junge Menschen im Gefängnis. Literarische Dokumente. Herausgegeben von Birgitta Wolf. Hamburg 1963.
- Der Strafgefangene. Gefahren seiner Isolierung. In: Dietrich Rollmann (Hrsg.) Strafvollzug in Deutschland. Situation und Reform. Frankfurt 1967, S. 160–170.
- Aussagen. Briefe von Strafgefangenen. Mit einer Orientierung von Birgitta Wolf. München 1968.
- Anklage erhoben. Gedichte und Grafiken von Strafgefangenen, hrsg. von Birgitta Wolf, Gelhausen/Berlin 1972.
- Rede in Fuhlsbüttel. Zum Freitod von Heinz-Detlev Krieger und Hans Rohrmoser (1976), nachgedruckt in: Kurt Kreiler (Hrsg.) Innen-Welt. Verständigungstexte Gefangener. Frankfurt 1979, S. 28–30.
- Briefwechsel zwischen Peter Schönwiese und Birgitta Wolf. In: Kurt Kreiler (Hrsg.) Innen-Welt. Verständigungstexte Gefangener. Frankfurt 1979, S. 31–71.
- Ohne Stern: Weihnacht der Aussenseiter. Herausgegeben von Birgitta Wolf. Berlin 1981.
- Ende der Vergeltung – Utopie? Konsequenzmaßnahmen statt Strafe. In: Helmut Ortner (Hrsg.) Freiheit statt Strafe. Plädoyers für die Abschaffung der Gefängnisse. Frankfurt 1981, S. 14–32.
- Fallet Alexander : ett beslagtaget barn [Alexander: ein konfisziertes Kind], Stockholm 1986.
- „Es kommt ja keine Fee“ – biographische Anmerkungen über die Arbeit mit Gefangenen. In: Uta Klein/Helmut H. Koch (Hg.) Gefangenenliteratur. Hagen 1988, S. 14–28.
- Gedichte eines Lebens als Biografie. München 1998.

## Auszeichnungen
- 1971 Fritz-Bauer-Preis
- 1985 Bundesverdienstkreuz Erster Klasse
- 1996 Courage-Preis der Grünen-Fraktion im Bayerischen Landtag